# Чешки магацин у Новом Саду
„Чешки магацин” у Новом Саду представља непокретно културно добро као споменик културе.
Зграда магацина је индустријски објекат наменски изграђен 1921. године на простору у југоисточном делу Новог Сада, уз саму обалу Дунава. Подигла га је чешка држава за потребе складиштења пољопривредних производа који су куповани у граду и околини, а потом Дунавом транспортовани на север.
„Чешки магацин” има правоугаону основу са подрумским простором и три етаже, наглашено дугачке подужне фасаде са дванаест вертикала отвора. На источној, бочној фасади су три портала и два окулуса, док је уз западну истовремено дозидан партерни анекс. Сви отвори на објекту грађени су у конструкцији плитког сегмента и обезбеђени гвозденим решеткама. На јужној, главној фасади налазе се четири монументална двокрилна портала и покривен дрвени трем. На фасадама је зидно платно потенцирано аркадним системом.
Ентеријер грађевине је у потпуности планиран према функционалним потребама простора за складиштење робе. У средини је правоугаони простор за дизалицу - теретни лифт, оивичен гвозденим профилима и стаклом. Сва примењена конструкција је од челика, где по једанаест витких стубова у низу носе челичну конструкцију плафона, са горње стране обложену фоснама. Kровна конструкција је дрвена.
Данас се користи за смештај дела књижевног фонда Библиотеке Матице српске.